# サンペドロ (カリフォルニア州)

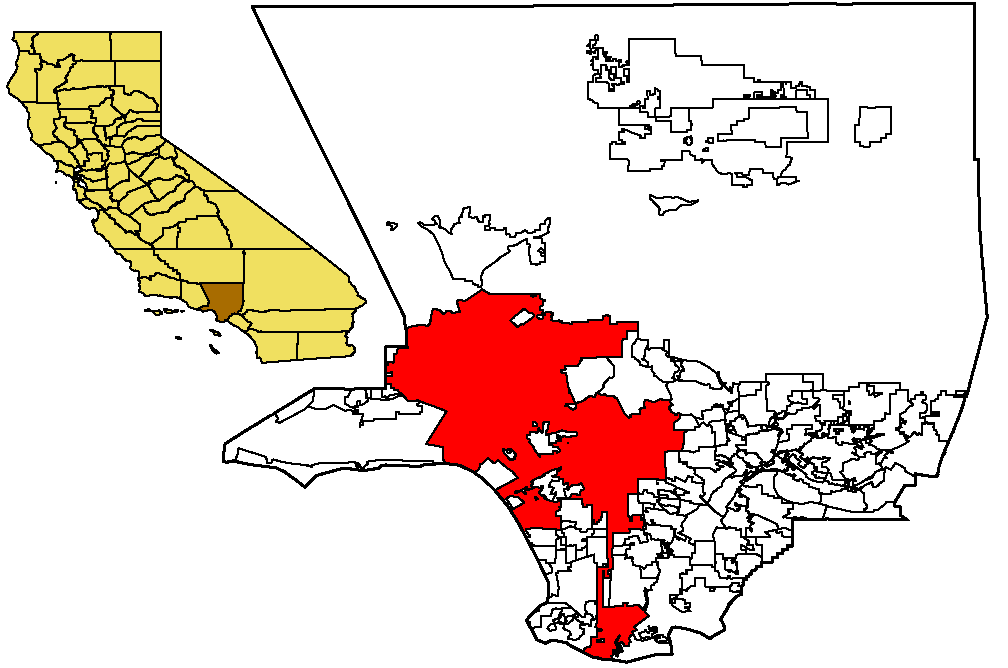
サンペドロはロサンゼルスとはハーバー・ゲートウェイによって接続される。

サンペドロ (スペイン語: San Pedro) はカリフォルニア州ロサンゼルスの海岸地区に所在する町。1909年に合併し、同地区の主要な港である。サンペドロ湾に臨むロサンゼルス南部の港湾地区。サンペドロは漁業により発展した。軍事基地がある。サンピドロともいう。サンペドロのターミナルアイランドには和歌山県などから移民した日系人が３５００人ほどいて漁業に従事して、日本人村が形成されていた。日本語の漢字表記は、散港。詳しくは、竹内幸助編『サンピドロ同胞発展録』（竹内幸助　1937年）を参照。

## 地理
サンペドロの位置は北緯33度44分9秒 西経118度17分32秒 / 北緯33.73583度 西経118.29222度である。

## 教育
7位通り小学校
15位通り小学校
テーパー小学校
ホワイトポイント小学校
サウスショアズ小学校
サンペドロ高校
ロサンゼルス港高校